# Terese Pedersen
Terese Pedersen (* 27. April 1980 in Sandefjord) ist eine ehemalige norwegische Handballspielerin.

## Karriere
Pedersen gehörte ab 2011 zum Kader des norwegischen Erstligisten Byåsen IL, wo sie 2014 ihre Karriere beendete. Zuvor spielte sie in ihrer Heimat bei Tertnes IL, IL Runar, Larvik HK, Sandar IL, Randers HK und Hypo Niederösterreich, mit dem sie 2010 und 2011 die österreichische Meisterschaft gewann. Das Markenzeichen der Torhüterin war, dass sie in kurzen Hosen im Tor stand.
Pedersen gab ihr Debüt in der norwegischen Nationalmannschaft am 3. August 2004. Insgesamt absolvierte sie 82 Partien für die norwegischen Mannschaft. Mit der norwegischen Auswahl gewann sie 2004, 2006 und 2008 die Europameisterschaft. Bei der Weltmeisterschaft 2007 in Frankreich wurde sie Vizeweltmeisterin. Sie stand im Aufgebot ihres nationalen Verbandes bei der Weltmeisterschaft 2009 in China, wo sie mit der Auswahl Bronze gewann.